# Крістоф Плантен
Крістоф Плантен (нід. Christoffel Plantijn; 1514 (за ін. даними — 1520), за деякими даними в або біля м. Сент-Авертен, Турень Франція — 1 липня 1589, Антверпен) — голландський друкар, видавець, книготорговець французького походження; засновник першого в Голландії поліграфічно-видавничого підприємства промислового типу "Officina Plantiniana"

## Короткі біографічні відомості
Плантен народився найімовірніше в Сент-Авертен або ж неподалік нього, Турень Франція.
Навчався друкарської справи в придворного типографа Роберта Масе в Парижі та в м. Кане (з 1540 р.).
В 1549 році, рятуючись від переслідувань на релігійному ґрунті (був запідозрений владою в друкуванні творів гугенотів), К. Плантен переїздить до Антверпена, де відкриває палітурну майстерню. Він став членом гільдії Святого Луки.
Однак, після того, як його побила міська сторожа, помилково прийнявши за іншого, Плантен втратив руку і не зміг більше займатися палітурними роботами. Плантен став торгувати книгами, а в 1555 р. відкрив власну типографію. До 1576 р. на його підприємстві було 16 (за ін. даними — 25) друкарських верстатів і працювало близько 150 найманих робітників. Типографія Плантена в Антверпені вважалася найбільшою в Європі. Підприємство мало філіали в Лейдені та Парижі.
Шедевром друку Плантена вважається восьмитомна «Biblia poliglotta» (1569—1572) чотирма мовами.

## Пам'ять про К. Плантена
- К. Плантен створив новий вид (тип) друкарського шрифту, який названий його іменем[6].
- В 1877 році в Антверпені на базі колишнього підприємства К. Плантена відкрито Музей Плантена-Моретуса.
- 5 лютого 1932 р. К. В. Райнмут відкрив Астероїд головного поясу 6808 Плантен, який названий на честь К. Плантена.